# Descalços no Parque
Barefoot in the Park (bra/prt: Descalços no Parque) é um filme norte-americano de 1967, do gênero comédia romântica, dirigido por Gene Saks, com roteiro de Neil Simon baseado em sua peça teatral Barefoot in the Park.

## Produção

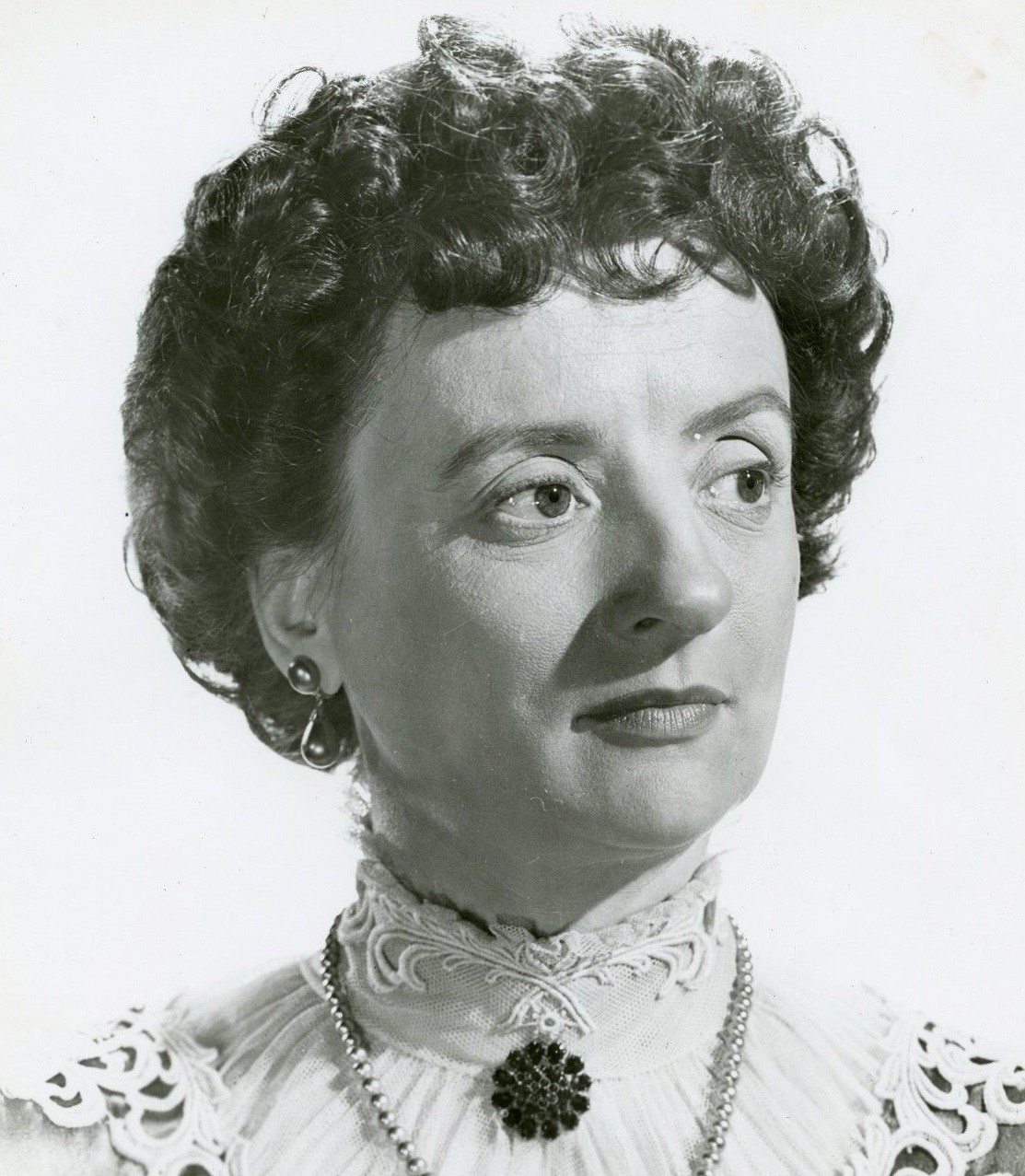
Mildred Natwick em 1947, no início da carreira. Participou de filmes importantes, como The Trouble with Harry, Daisy Miller e Dangerous Liaisons. Com John Ford, fez 3 Godfathers, She Wore a Yellow Ribbon e The Quiet Man. Morreu de câncer em 1994.

O próprio Neil Simon fez a adaptação para o cinema de sua peça, representada 1.530 vezes na Broadway entre outubro de 1963 e junho de 1967. Foi seu segundo trabalho como roteirista, seguindo-se a Caccia alla Volpi/After the Fox, realizado no ano anterior.

## Sinopse
Recém-casados, Paul e Corie tentam se ajustar à nova vida, desde seu pequeno apartamento no Greenwich Village. Paul é advogado e Corie, uma libertária romântica que não permite que nada perturbe sua felicidade. Eles entram em choque com um vizinho excêntrico, Victor Velasco, que Corie deseja ver casado com sua mãe, Ethel. Entre outros probleminhas, estão os quatro lances de escada que Corie sobe e desce alegremente, mas que Paul odeia.

## Principais premiações
| Prêmio/evento | Categoria                          | Recipiente      | Situação                    |
| ------------- | ---------------------------------- | --------------- | --------------------------- |
| Oscar 1968    | Melhor atriz coadjuvante           | Mildred Natwick | Indicado                    |
| BAFTA 1968    | Melhor atriz                       | Jane Fonda      | Indicado[carece de fontes?] |
| WGA           | Melhor roteiro - comédia americana | Neil Simon      | Indicado[carece de fontes?] |

## Elenco
| Ator/Atriz      | Personagem                  |
| --------------- | --------------------------- |
| Robert Redford  | Paul Bratter                |
| Jane Fonda      | Corie Bratter               |
| Charles Boyer   | Victor Velasco              |
| Mildred Natwick | Ethel Banks                 |
| Herb Edelman    | Harry Pepper                |
| Mabel Albertson | Harriet                     |
| Fritz Feld      | Proprietário de restaurante |